# ستودنی
ستودنی (به لاتین: Studený) یک منطقهٔ مسکونی در جمهوری چک است که در ناحیه بنشوو واقع شده‌است.